# Cine-i Moș Crăciun?
Cine-i Moș Crăciun? (titlu original: Dear Santa, altă denumire: Secret Santa) este un film de Crăciun american fantastic de familie din 1998 regizat de Fred Olen Ray (menționat ca Peter Stewart). Rolurile principale au fost interpretate de actorii D.L. Green, Harrison Myers și Debra Rich. Scenariul este scris de Hamilton Underwood. 

## Prezentare
Dl. Covington are un loc de muncă greu și un șef rău, dar unele lucruri în viață sunt mai importante decât munca. După ce-și încalcă  promisiunea de a petrece Crăciunul alături de familia sa, elful Randy apare și-l transformă în Moș Crăciun. Acum, Dl. Covington trebuie să învețe care este adevărata semnificație a Crăciunului în timp ce ajunge să lucreze ca să arunce niște escroci în închisoare, să petreacă mai multe momente alături de familia sa și să ofere cadouri copiilor din întreaga lume. 

## Distribuție
- D.L. Green -  Gordon / Gordon's Father
- Harrison Myers -   Teddy
- Debra Rich -   Carla
- Robert Quarry -   Mr. Ambrose (ca Robert Connell)
- Richard Gabai -  Kirk
- Tena Fanning -   Lillith
- Ariana McClain - Margo
- Bennett Curland - Santa Claus
- Kim Ray -  Elful
- Rick Montana - Louie
- Michael Lee Jones - Donny
- Edrie Warner -  Mrs. Sanders